# Subfusell Błyskawica

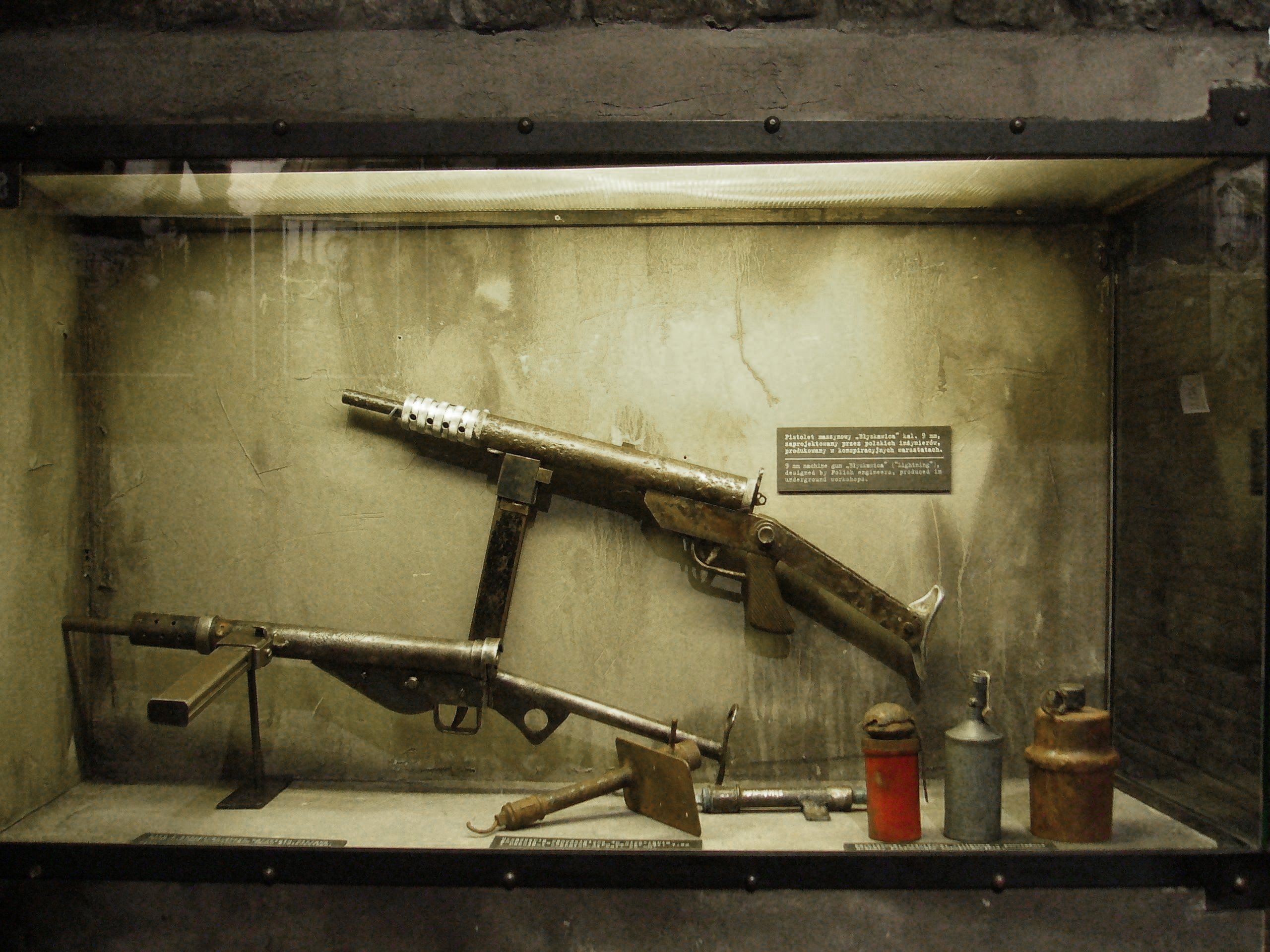
Armes del Armia Krajowa, incloent el subfusell Błyskawica i la versió polonesa del subfusell Sten.

El subfusell Błyskawica (del polonès: llampec), era un subfusell produït per l'Armia Krajowa, o l'exèrcit de defensa, un moviment de resistència polonesa per a lluitar contra les forces ocupants de l'exèrcit nazi a la Polònia ocupada (entre 1939 i 1945). El subfusell Błyskawica va lluitar juntament amb el subfusell britànic Sten, més concretament, una variant polonesa d'aquest. Es poden observar algunes similituds entre els dos subfusells, el qual va ajudar a fer que el Błyskawica acabés sent l'única arma produïda en massa per forces insurgents en Europa, durant la Segona Guerra Mundial.

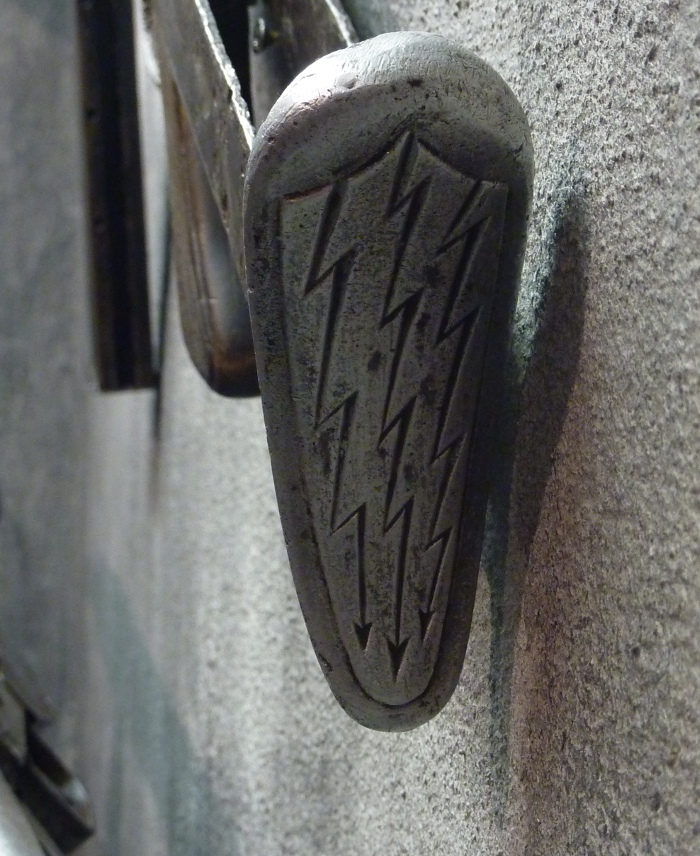
En aquesta imatge es pot observar la culata d'un subfusell Blyskawica.

## Història
En 1942, l'enginyer Wacław Zawrotny va proposar al comandament de Armia Krajowa que ell i altres enginyers podrien dissenyar un nou subfusell, el qual seria econòmic, fàcil de construir i de producció polonesa, perquè fos utilitzat per la Resistència Polonesa. La seva principal característica era la seva simplicitat, fent possible que l'arma pogués ser produïda en petites tendes, per enginyers sense gaire experiència. La idea va ser acceptada, i Zawrotny, junt amb el seu company Seweryn Wielanier, van preparar el projecte del nou subfusell, el qual van anomenar Błyskawica (polonès per "llampec"). Per a permetre una més fàcil producció, totes les peces estaven unides per cargols i rosques, en lloc de perns i soldadures, els quals eren el més comú en armes de foc d'ençà el segle xvii.
El disseny es basava en dos dels subfusells més populars de la seva era. La construcció externa amb la culata retràctil i el port d'alimentació inferior es van basar en el subfusell alemany MP 40. El disseny intern, amb tots els seus components es va basar en el subfusell britànic Sten. El sistema de Blowback, amb un forrellat obert, oferia bones condicions de producció (ja que facilitava aquesta) i de dispar, en ser més fàcil d'operar. Al contrari que el Sten, i la seva còpia polonesa, coneguda com a Sten Polski, el subfusell Blyskawica utilitzava un piu percussor de flotació lliure i dues motlles darrere del forrellat – un servia com a motlle de retorn del forrellat, i l'altre per a ajudar a la molla principal en l'operació de dispar (similar al subfusell Sterling britànic, el qual era posterior a aquest dissent). L'arma estava dissenyada per a que els membres de l'Exèrcit de la Resistència poguessin utilitzar els carregador i municions de les MP 40 alemanyes, per a disposar d'un més fàcil abatiment de munició.
La documentació de l'arma estava llesta en abril de 1943, i en setembre del mateix any, el primer prototip va ser completat. Després d'unes dures proves conduïdes en el bosc dels afores de Zielonka, a prop de Varsòvia, l'arma va ser presentada al comandant en cap del Kedyw, August Emil Fieldorf, el qual va donar el vistiplau al disseny. En novembre de 1943, els plànols de l'arma va ser enviada a diversos tallers dispersos en la Polònia ocupada, on van començar a produir aquestes armes. El nom va ser encunyat després que els seus dissenyadors gravessin tres rajos/llampecs en el primer prototip, els quals abans de la guerra eren treballadors de l'empresa Elektrit, la qual utilitzava un logo similar.

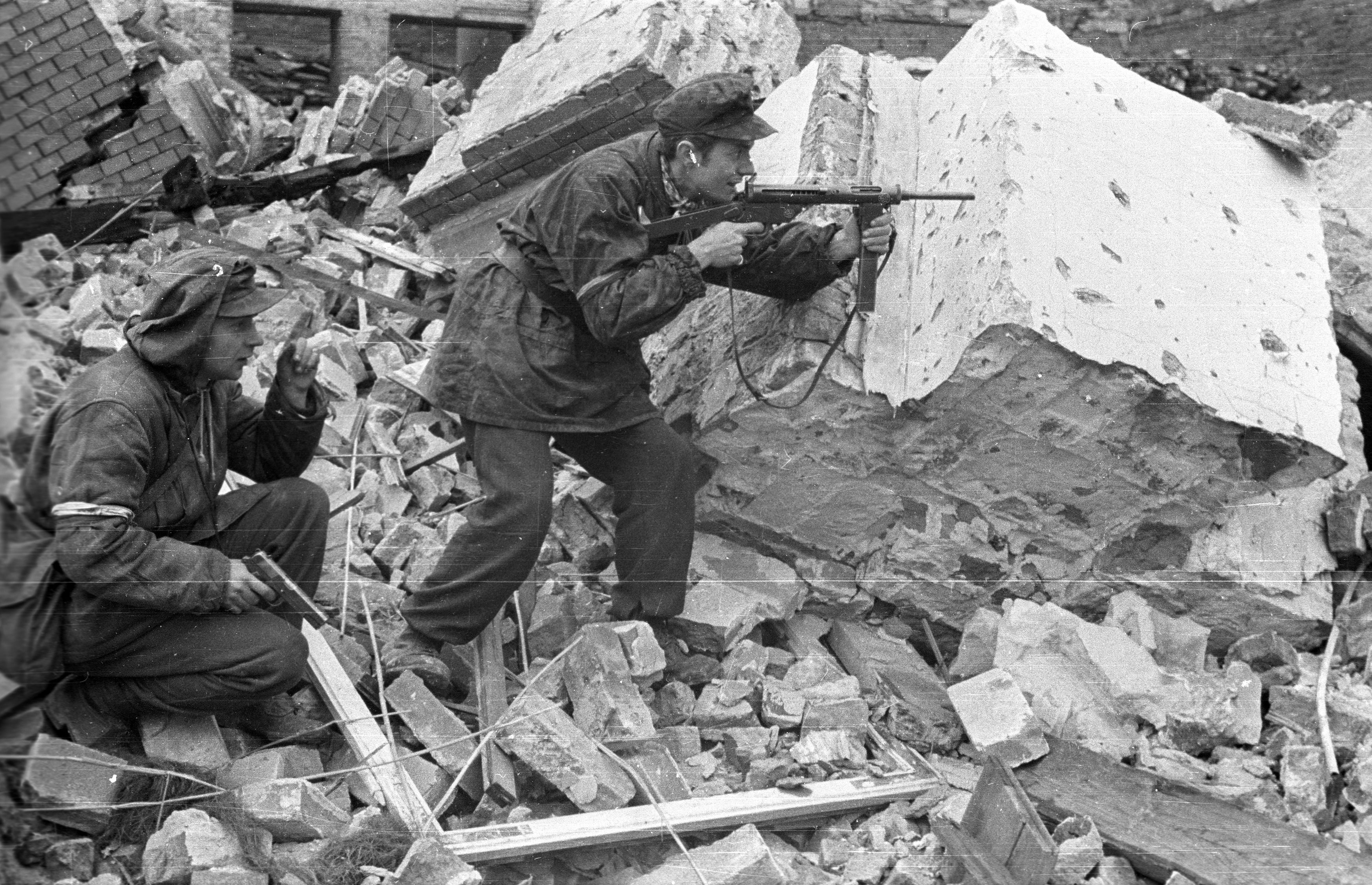
Soldats polonesos durant la Insurrecció de Varsòvia armats amb un subfusell Blyskawica i una pistola FB Vis.

La producció va començar en un taller proper a Varsòvia, el qual produïa tanques de ferro. Després de les primeres proves en la primera sèrie de 5 prototips, els membres del Kedyw van ordenar que comencés la seva producció, amb unes 1000 unitats encarregades en primera instància, a les quals es van sumar unes 300 unitats posteriors. Entre juliol de 1944 i l'inici de l'Operació Tempesta es van poder produir a prop de 600 unitats a Varsòvia. Durant la Insurrecció de Varsòvia s'hi van produir unes 40 unitats addicionals. També és possible que el subfusell fos produït en petites quantitats als afores de Varsòvia.